# Tratatul de la Alexandropol
Tratatul de la Alexandropol (în limba turcă: Gümrü Antlașması) a fost un tratat de pace semnat pe 2 decembrie 1920 de către Republica Democrată Armeană și Marea Adunare Națională a Turciei, prin care se punea capăt războiului dintre armeni și naționaliștii turci. Acest acord a fost semnat mai înainte de proclamarea Republicii Turcia. Acesta a fost primul tratat semnat de revoluționarii turci cu un stat a cărei existență era recunoscută internațional. Prevederile tratului au fost negociate de către Kazim Karabekir din partea turcilor și de către ministrul armean al afacerilor externe Alexandr Khatisyan. Articolul 10 al tratatului prevedea că Armenia renunța la teritoriile care îi fuseseră atribuite prin Tratatul de la Sèvres, (Armenia Wilsoniană).
Articolul 2 stabilea linia frontierei dintre cele două țări. În principal, noua graniță era cea stabilită prin Tratatul de la Brest-Litovsk (1918) dintre Rusia bolșevică și Imperiul Otoman. Republica Democrată Armeană denunțase mai înainte acest tratat. Până la urmă, după terminarea conflictului armat, Armenia a acceptat granița prin Tratatul de la Batumi (1918). În urma vacuumului administrativ creat de disoluția forțelor Imperiului Otoman după semnarea Armistițiului de la Moudros, în regiune a apărut un nou stat, Republica Caucazului de Sud-vest, condus de Fakhr al-Din Pirioghlu cu capitala la Kars. Acest stat efemer a existat în paralel cu zona administrativă creată de atoritățile britanice în Transcaucazia . Aceste unități administrative au fost abolite în 1919 de înaltul comisar  britanic Somerset Arthur Gough-Calthorpe, după  ocuparea Istanbulului. Imediat, Republica Democrată Armeană a ocupat aceste teritorii
Tratatul de la Alexandropol a schimbat granițele Armeniei pe aliniamentul Ardahan-Kars, ceea ce a dus la pierderea a aproximativ 50% din teritoriul tânărului stat. Motivele înfrângerii militare a armenilor sunt expuse în publicația Dashnagzoutiun Has Nothing To Do Anymore de Hovhannes Katchaznouni.
Tratatul semnat de guvernul armean nu a fost ratificat de parlament în termenul de o lună prevăzut în cadrul negocierilor din cauza ocupării  țării de către trupele bolșevice. În 1921, tratatul de la Alexandropol a fost înlocuit de tratatul de la Kars.